# Dąb Bolko
Dąb Bolko – dąb szypułkowy, który według pomiarów z 1992 skiełkował około 1370 r., tj. ma ok. 650 lat. Rośnie w pofolwarcznym parku w miejscowości Hniszów w gminie Ruda-Huta (województwo lubelskie) i podlega ochronie jako pomnik przyrody od 1959 r.
Jego obwód w pierwszej dekadzie XXI wieku wynosił 870 cm, co stawia go w szeregu największych dębów w Polsce. Osiąga wysokość 29 m. W celu stabilizacji drzewa wykonywane są na nim zabiegi konserwatorskie – cięcia sanitarne, a korona stabilizowana jest przez wiązania dynamiczne. 
Dąb Bolko ma wyjątkowo okazałą koronę o wymiarach 34 x 30 m.
Według legendy pod drzewem wypoczywać miał Bolesław I Chrobry w trakcie wyprawy na Kijów, jednakże jest to niemożliwe, gdyż jest to wydarzenie znacznie starsze od dębu.
W 2016 roku był jednym z kandydatów na Drzewo Roku w Europie, jako jedyne drzewo z Polski.